# Dating Alex
Dating Alex (Originaltitel: Courting Alex) ist eine US-amerikanische Sitcom mit der Schauspielerin Jenna Elfman, bekannt aus Dharma & Greg in der Hauptrolle. Die acht ausgestrahlten Episoden wurde zwischen dem 23. Januar und dem 29. März 2006 ausgestrahlt. Die deutschsprachige Erstausstrahlung fand ab dem 15. April 2013 bei sixx statt.

## Handlung
Alex Rose ist eine Anwältin, die alles im Leben hat, außer einen Freund. Ihr Arbeitsplatz ist die Kanzlei ihres Vaters Bill. Dieser kommt schwer damit zurecht, dass Alex keinen Freund hat. Infolgedessen versucht er, Alex mit Stephen zusammenzubringen, für ihn ein guter Schwiegersohn.
Mit der Zeit entwickelt Alex jedoch Gefühle für Scott Larson, einen Chemiker, den sie bei Verhandlungen um seine Bar kennengelernt hat.
Weitere Protagonisten der Serie sind der britische Künstler Julian, der in Alex’ Nachbarschaft wohnt, und ihre Assistentin Molly.

## Besetzung

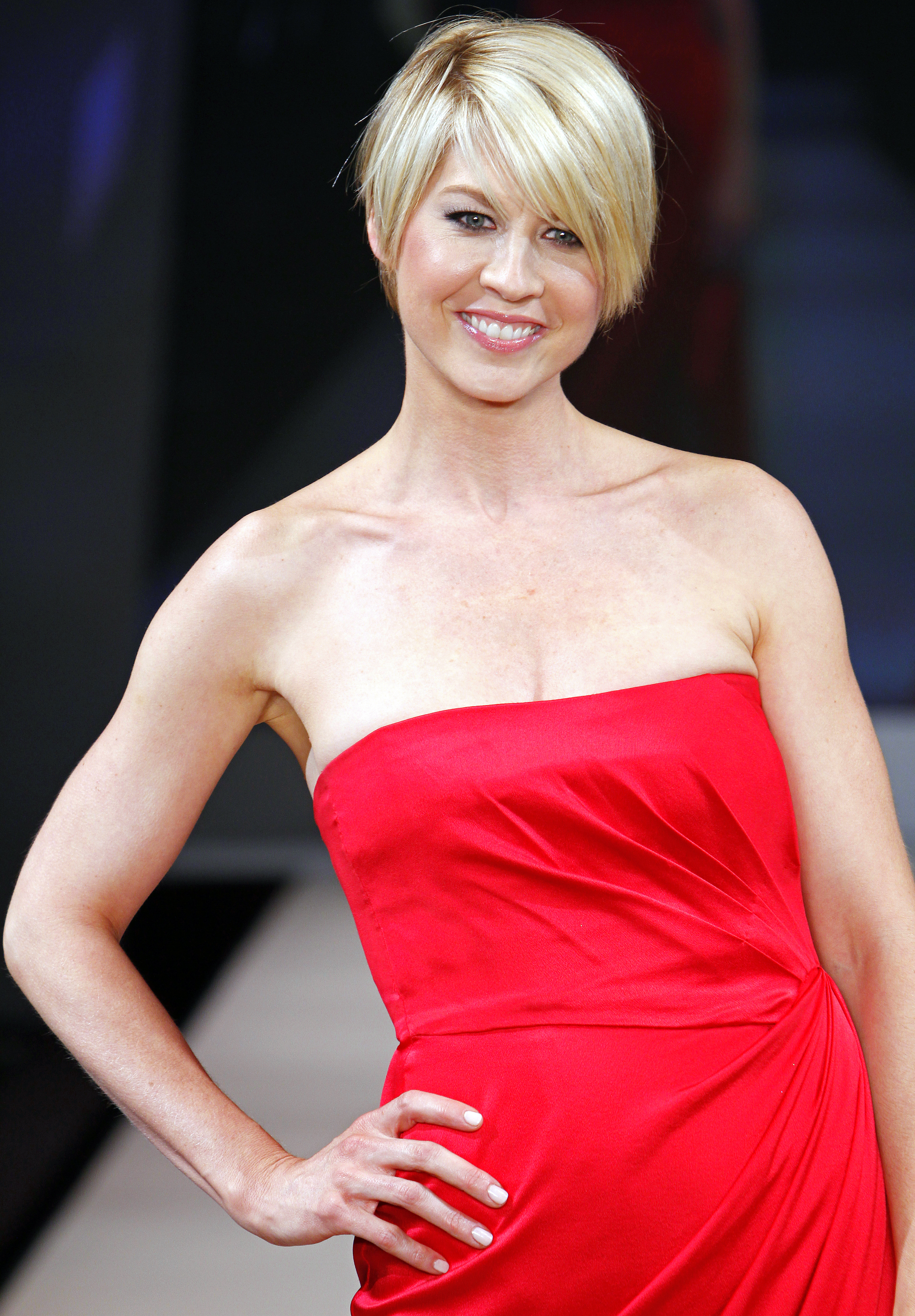
Jenna Elfman (2011)
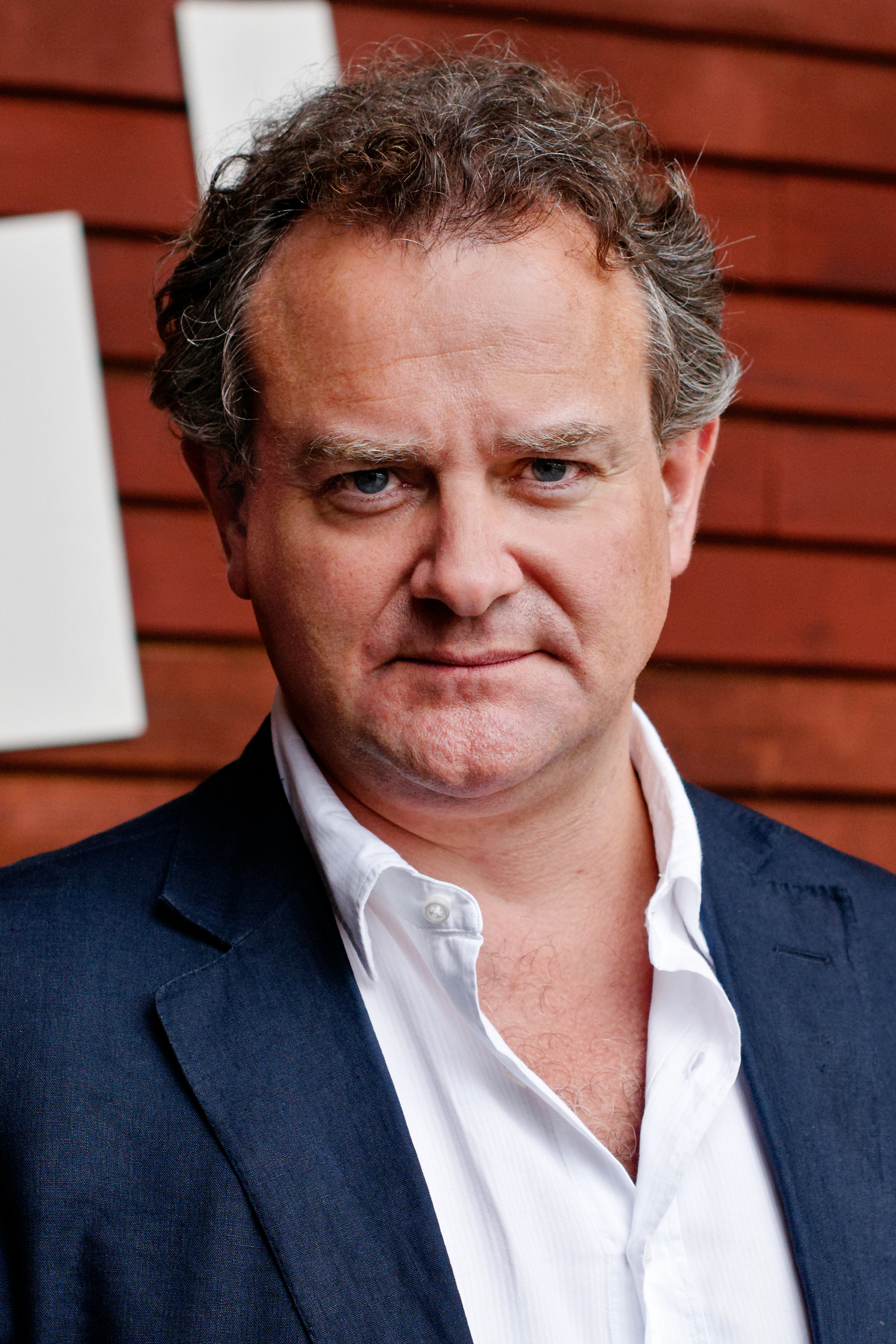
Hugh Bonneville (2011)

| Rolle        | Schauspieler    | Auftritt (Folge) | Synchronsprecher |
| ------------ | --------------- | ---------------- | ---------------- |
| Alex Rose    | Jenna Elfman    | 1–12             | Diana Borgwardt  |
| Bill Rose    | Dabney Coleman  | 1–12             | Bodo Wolf        |
| Julian       | Hugh Bonneville | 1–2, 6–12        | Erich Räuker     |
| Molly        | Jillian Bach    | 1–3, 5–12        | Julia Ziffer     |
| Scott Larson | Josh Randall    | 1–12             | Jaron Löwenberg  |
| Stephen      | Josh Stamberg   | 1–4, 6–8, 10–12  | Martin Kautz     |

## Produktion und Ausstrahlung
Vereinigte Staaten
Der ursprüngliche Titel der Serie war Everything I Know about Men und später The Jenna Elfman Show.
Trotz zu Beginn hervorragender Zuschauerzahlen fielen die Einschaltquoten der Serie, als sie auf den Mittwoch verlegt wurde. Im Mai 2006 wurde bekannt, dass CBS keine zweite Staffel bestellen wird. Zu dieser Zeit waren die ersten acht Folgen ausgestrahlt und die Serie befand sich in der Sommerpause. Später wurde jedoch bekannt, dass die restlichen Folgen nicht mehr von CBS ausgestrahlt werden. Die Ausstrahlung der letzten vier Folgen fand vom 21. August bis zum 28. August 2006 auf Paramount Comedy 1 UK statt.
Deutschland
In Deutschland strahlte der Sender sixx die Serie zwischen dem 15. April 2013 und dem 22. April 2013 in seinem Morgenprogramm in Doppelfolgen aus.

## Episodenliste
| Nummer | Originaltitel                     | Deutscher Titel              | Erstausstrahlung                        | Deutschsprachige Erstausstrahlung |
| 01     | A Tale of Two Kisses              | Pilot                        | 23. Januar 2006                         | 15. April 2013                    |
| 02     | Is She Really Going Out With Him? | Die Überraschungsparty       | 30. Januar 2006                         | 15. April 2013                    |
| 03     | Girlfriend                        | Die Liste                    | 6. Februar 2006                         | 16. April 2013                    |
| 04     | New Best Friend                   | Bester Freund, fester Freund | 13. Februar 2006                        | 16. April 2013                    |
| 05     | The Fix-Up                        | Der Kuppel-Versuch           | 27. Februar 2006                        | 17. April 2013                    |
| 06     | Birthday                          | Der Geburtstag               | 6. März 2006                            | 17. April 2013                    |
| 07     | The Mattress                      | Die Ex-Couch                 | 22. März 2006                           | 18. April 2013                    |
| 08     | Big Client                        | Heiratspläne                 | 29. März 2006                           | 18. April 2013                    |
| 09     | The Perfect Couple                | Die Luxusdusche              | 21. August 2006 (Paramount Comedy 1 UK) | 19. April 2013                    |
| 10     | You Complete Me                   | Der Triumphtanz              | 21. August 2006 (Paramount Comedy 1 UK) | 19. April 2013                    |
| 11     | Alex Looks Out for Stephen        | Stephen und Valerie          | 28. August 2006 (Paramount Comedy 1 UK) | 22. April 2013                    |
| 12     | A Moving Story                    | Die perfekte Wohnung         | 28. August 2006 (Paramount Comedy 1 UK) | 22. April 2013                    |